# Pejelagartero 2.ª Sección (Nueva Reforma)
Pejelagartero 2.ª Sección (Nueva Reforma) es una localidad del municipio de Huimanguillo ubicado en la subregión de la Chontalpa del estado mexicano de Tabasco.

## Geografía
La localidad de Pejelagartero 2.ª Sección (Nueva Reforma) se sitúa en las coordenadas geográficas 18°06′00″N 93°50′19″O / 18.100000, -93.838611, a una elevación de 11 metros sobre el nivel del mar.

## Demografía
Según el Conteo de Población y Vivienda 2020, efectuado por el Instituto Nacional de Estadística y Geografía, la localidad de Pejelagartero 2.ª Sección (Nueva Reforma) tiene 158 habitantes, de los cuales 73 son del sexo masculino y 85 del sexo femenino. Su tasa de fecundidad es de 2.9 hijos por mujer y tiene 51 viviendas particulares habitadas.
| Gráfica de evolución demográfica de Pejelagartero 2.ª Sección (Nueva Reforma) entre 1990 y 2020 |
|                                                                                                 |
| INEGI.                                                                                          |